# Армия теней
«Армия теней» (фр. L’Armée des ombres) — военный фильм Жана-Пьера Мельвиля (1969), который рассказывает о деятельности французского Сопротивления. Экранизация военного романа Жозефа Кесселя, опубликованного в 1943 году.

## Сюжет
Действие фильма происходит во Франции в 1942—1943 годах во время Второй мировой войны. Главные действующие лица — бойцы группы Сопротивления. Это Филипп Жербье, его командир Люк Жарди, добродетельная мать семейства Матильда, Жан-Франсуа Жарди, а также парни, именующие себя «Бизон» и «Маска».
Филиппу уже во второй раз удаётся избежать преследования войск гестапо. Помогает ему Матильда, которая прячет его. Матильда тоже присоединяется к Сопротивлению. Сплочённая группа бойцов Сопротивления наносит врагам новые и всё более точные удары.
Фашисты же подготавливают встречную операцию и арестовывают Матильду, позже захватывая в заложники её дочь. Угрожая отправить дочь в Польшу в бордель для солдат, возвращенных с русского фронта, они предлагают Матильде сдать бойцов Сопротивления. Соратники Матильды пытаются найти выход из патовой ситуации.

## Первоисточник
«Армия теней» — третий и наиболее известный фильм Мельвиля о Второй мировой войне. Как следует из эпиграфа, в этой работе Мельвиль, сам участвовавший в Сопротивлении, воскрешает и даже смакует память о жизни в постоянном страхе.
В основу одного из самых мрачных фильмов Мельвиля положен вполне оптимистичный роман Жозефа Касселя (из-под пера которого также вышла бунюэлевская «Дневная красавица»). Как в книге, так и в фильме
повествование ведется от лица нескольких персонажей. Герой Поля Мёрисса вдохновлён фигурой Жана Мулена. Судьба персонажей, о которой сообщают финальные титры, была домыслена самим режиссёром.
Мельвиль как-то обмолвился, что в многомиллионной стране нацистам реально противостояли всего несколько сотен человек. В первых кадрах показан парад солдат вермахта на фоне Триумфальной арки на Елисейских Полях. Эту провокационную сцену принято толковать как немой упрёк французам, которые допустили неприятеля в самое сердце родной страны.

## Актёры
- Лино Вентура[4] — Филипп Жербье
- Симона Синьоре — Матильда
- Поль Мёрисс — Люк Жарди
- Жан-Пьер Кассель — Жан-Франсуа Жарди
- Натали Делон — любовница Жана-Франсуа
- Поль Кроше — Феликс Леперк
- Кристиан Барбье — Гийом Вермеш («Бизон»)
- Клод Манн — Клод Ульман («Маска»)
- Ален Мотте — начальник лагеря
- Ален Декок — Легрен
- Серж Реджани — парикмахер
- Aдриан Кайла-Легран — генерал Де Голль

## Реакция
Премьера фильма состоялась 12 сентября 1969 во Франции. После событий мая 1968 года фигура Шарля де Голля (показанного в фильме один раз, и притом со спины) вызывала острую аллергию у леворадикальных критиков, группировавшихся вокруг Cahiers du cinéma. Фильм Мельвиля был лишён модного артхаусного радикализма и оттого прошёл в то время малозамеченным. Режиссёра обвиняли в намерении исподволь реабилитировать де Голля, а в «самурайской непреклонности бойцов голлистского Сопротивления» обнаружили роковое сходство с гангстерами, которые действуют во многих других фильмах Мельвиля. По мнению рецензентов 1960-х, и тех и других сближает следование величавому, архаичному кодексу верности, жертвенности и чести.
После реставрации, которую курировал оператор Пьер Ломм, компания Rialto Pictures в 2006 году выпустила прочно забытый к тому времени фильм Мельвиля в ограниченный американский прокат. По словам Дж. Хобермана, почти через 40 лет после своей премьеры кинокартина наконец-то «выплыла из туманов времени в качестве эпической трагедии и апофеоза режиссёрской карьеры». В США фильм собрал 741 733 долларов. Ассоциация критиков Нью-Йорка назвала «Армию теней» лучшим зарубежным фильмом года. В мае 2007 г. лента вышла на DVD под эгидой Criterion Collection.

## Анализ
Для обозревателя The New York Times основная тема фильма — «героическая тщета». Дж. Розенбаум видит в «Армии теней» лучший фильм Мельвиля, содержащий завуалированную критику традиционной для его фильмов позы гипермаскулинного стоицизма. Главный герой в исполнении Вентуры на протяжении фильма вынужден принимать всё более и более неоднозначные решения, которые ни к чему не ведут: в конце выясняется, что все герои фильма погибли. Единственная в фильме женщина (в исполнении Симоны Синьоре) раз за разом спасает мужчин, в то время как последние приводят к гибели как её, так и самих себя. Хобермана особенно впечатлил «мимолётный взгляд, которым [в последних кадрах фильма] Синьоре признаёт близость конца».
По мнению критика В. Дёмина, в «Армии теней» и фильме «Последнее известное место жительства» Вентура воплотил на экране роли интеллигентов, «поставленных в бесчеловечное положение, когда самое чистое душевное стремление оборачивается бесчеловечностью», но в фильме Мельвиля сыграл «плюсовой вариант той же самой ситуации». По мнению критика, в «Армии теней» Вентура играет роль глубоко культурного и сочувствующего человека, находящегося в силовом поле жестокости, откуда он был бы рад выйти, и вынужденного принимать жестокие и беспощадные решения, противоречащие его истинному характеру. Его герой не ждёт снисхождения по отношению к самому себе, но при этом остаётся наивным и неискушённым интеллигентом, для которого реалии подпольной борьбы никогда не станут второй натурой: «Вся его энергия — внутри, она вспыхивает по временам короткими, ослепительными взрывами, а на поверхности — все та же „чеховская“ домашняя внешность заправского кабинетного червя, профессора лицея или корреспондента-обозревателя из популярной газеты».
Эми Тобин трактует «Армию теней» как фильм о моральной цене принимаемых на войне решений для тех, кто эти решения принимает. Даже переживи они оккупацию, герои фильма не избавились бы от гнёта собственной вины и человеческой «червоточинки». Война заставила их нырнуть в чёрные глубины человеческой природы, осознав способность пойти на убийство самого близкого человека. «Во мгле этих теней легко потеряться и не всегда можно оттуда выбраться», — рассуждает на страницах The New York Times Манола Даргис.

### Отзывы и мнения
- Time Out: «Тема верности (и её цены) — наиболее важный из вопросов, с которыми мастерски управляется режиссёр: подавленные эмоции, организованность, доверие, неброский героизм, предательство, страдание. Сумеречные вылазки, полные саспенса, выдержаны оператором Пьером Ломмом в изумительной приглушённой гамме с налётом серого металлика»[16].
- Дж. Хоберман: «Мельвиль в полной мере реализовал свои представления о возвышенном, когда пропустил собственный опыт борьбы в рядах Сопротивления через сито методичной напряжённости, космического фатализма и жуткого одиночества своих гангстерских фильмов. „Армия теней“ — фильм по-спартански лаконичный. Что название фильма вовсе не метафорическое, понимаешь, только когда наступает леденящая развязка»[17].
- Эми Тобин: «Даже в самых страшных обстоятельствах люди способны на доблесть и мужество. Однако главная трагедия в том, что подобный героизм воплотим только в том пространстве, которое именуется войной. Холодная красота обесцвеченной палитры фильма и его почти непроницаемый сумрак (отсылка к названию фильма) исподволь подводят зрителя к веренице кинонадгробий — белые буквы на чёрном фоне»[14].